# Пенковци
Пèнковци е село в Северна България, община Габрово, област Габрово.

## География
Село Пенковци се намира на около 16 km запад-северозападно от центъра на град Габрово и 13 km юг-югоизточно от град Севлиево. Разположено е в подножията на Черновръшкия рид, в съседство със селата Камещица – на около километър на изток и Кастел – на около 2 km на югозапад. Надморската височина в южния край на централна част на селото достига около 335 m, а в северозападния и североизточния му краища намалява до около 295 m.
Село Пенковци има пътна връзка през село Камещица със село Гъбене и с третокласния републикански път III-4402, който води от село Враниловци през селата Райновци, Смиловци и Гъбене към село Горна Росица.

## Население
Населението на село Пенковци наброява 185 души при преброяването към 1934 г., намалява до 46 към 1985 г. и към 2019 г. наброява (по текущата демографска статистика за населението) 9 души.
Преброяване на населението през 2011 г.
Численост и дял на етническите групи според преброяването на населението през 2011 г.:
|                     | Численост | Дял (в %) |
| Общо                | 13        | 100,00    |
| Българи             | 13        | 100,00    |
| Турци               | 0         | 0,00      |
| Цигани              | 0         | 0,00      |
| Други               | 0         | 0,00      |
| Не се самоопределят | 0         | 0,00      |
| Неотговорили        | 0         | 0,00      |

## История
През 1995 г. дотогавашното населено място махала Пенковци придобива статута на село.